# 国家保卫省
国家保卫省（朝鲜语：／），是朝鲜民主主义人民共和国的秘密警察和情报机构部门。成立于1973年。

## 历史
1947年，成立北朝鮮人民委員會保安局
1948年，改隸為內務省、改制為政治保衛局
1949年2月，升格為政治保衛部
1951年，改隸為社会安全部、降編為政治保衛局
1952年，政治保衛局再改隸為內務省
1962年，政治保衛局再改隸回社会安全部
1973年，朝鲜政府决定将由社会安全部负责国家安全业务的部门独立出来，组建国家政治保卫部。1982年，国家政治保卫部更名为国家保卫部。1987年，国家保卫部更名为国家安全保卫部。
1990年，朝鲜民主主义人民共和国国防委员会成立，国家安全保卫部受国防委员会直接管辖，不属于朝鲜民主主义人民共和国内阁部门序列。
2012年，金元弘大将就任国家安全保卫部部长。
2016年朝鲜劳动党第七次代表大会以后改名为国家保卫省。

## 組織
國家保衛省下轄設置國家保衛省政治大學(保衛大學)，各朝鮮行政區域內設置了情報單位並派保衛部人員駐紮在各個機關及企業場所。
- 第1局
- 第2局(海外反探局)（해외반탐국）
  - 第1課: 歐洲地區（유럽 담당）
  - 第2課: 北美地區（북미 담당）
  - 第3課: 一般海外事務（해외업무 총괄）
  - 第4課: 東亞地區（동아시아 담당）
- 第3局
- 第4局: 負責海外工作（해외공작 담당）
- 第8局: 負責在日朝鮮人僑胞歸國事務（일본 출신 북송교포를 담당）

### 國家保衛省政治大學（保衛大學）（보위대학）
國家保衛省政治大學（保衛大學）是一所位於在平壤市龍城區為五年制大學。主要專門培訓秘密警察及情報組織人員，及訓練成為未來的朝鮮勞動黨及重要機關政治領導幹部人員。該校入學條件須均為擁有朝鮮勞動黨員身份才能入學該校就讀。
保衛大學開設課程為政治學、軍事學、心理學、人類社會哲學、社會主義經濟學等12門教育科目。政治學主要講授為革命史、軍隊政治工作。軍事學則包括格鬥訓練、心理訓練、射擊訓練、裝備訓練等。
格鬥訓練則包括攻守、渡河、一擊必殺（暗殺）、偵察、縱火訓練（穿火）。心理訓練為強化心理上素質及思想品德高尚。射擊訓練為槍法訓練和狙擊訓練，裝備訓練為槍枝故障排除及保養技巧、通訊器設備設置操作、操作車輛維護等。

## 职责
- 维护朝鲜民主主义人民共和国的国家安全，在国外搜集情报，对韩国进行谍报工作及管理集中營。[1]

## 歴代部長
- 金炳夏（1973年－1982年2月）
- 李鎮洙（1982年－1987年10月）
- 金正恩（2011年4月－2012年4月）
- 金元弘（2012年4月－2018年1月）
- 鄭京澤（2018年1月－2022年6月）
- 李昌大（2022年6月－至今）

## 軍階與軍銜
| 軍階        | 軍銜 |
| ----------- | ---- |
| 대장 (大將) |      |
| 상장 (上將) |      |
| 중장 (中將) |      |
| 소장 (少將) |      |
| 대좌 (大佐) |      |
| 상좌 (上佐) |      |
| 중좌 (中佐) |      |
| 소좌 (少佐) |      |
| 대위 (大尉) |      |
| 상위 (上尉) |      |
| 중위 (中尉) |      |
| 소위 (少尉) |      |

## 涉及活动
- 暗杀黄长烨行动[2]